# Melmore (Ohio)
Melmore es un lugar designado por el censo ubicado en el condado de Seneca en el estado estadounidense de Ohio. En el censo de 2010 tenía una población de 153 habitantes y una densidad poblacional de 99,62 personas por km².

## Geografía
Melmore se encuentra ubicado en las coordenadas 41°1′34″N 83°6′18″O / 41.02611, -83.10500. Según la Oficina del Censo de los Estados Unidos, Melmore tiene una superficie total de 1.54 km², de la cual 1.54 km² corresponden a tierra firme y (0%) 0 km² es agua.

## Demografía
Según el censo de 2010, había 153 personas residiendo en Melmore. La densidad de población era de 99,62 hab./km². De los 153 habitantes, Melmore estaba compuesto por el 96.73% blancos, el 0% eran afroamericanos, el 0% eran amerindios, el 1.31% eran asiáticos, el 0% eran isleños del Pacífico, el 0.65% eran de otras razas y el 1.31% pertenecían a dos o más razas. Del total de la población el 1.31% eran hispanos o latinos de cualquier raza.